# Blowpipe (platenlabel)
Blowpipe is een onafhankelijk platenlabel uit Haarlem dat in 2002 is opgericht door toetsenist Wim Dekker.
Het label werd in eerste instantie opgericht om muziek van de elektronicagroep Smålts opnieuw uit te kunnen geven. Dekker speelt zelf synthesizer bij die groep. In de jaren die volgen breidde Blowpipe het aantal uitgegeven artiesten uit. Het label richt zich sindsdien op het uitgeven van alternatieve en vooruitstrevende muziek op vinyl, cd, dvd en digitaal. Dit betreft zowel heruitgaves als nieuwe producties van artiesten als Elektra, Betonfraktion, Harry Merry en Rooie Waas. Onder de heruitgaven bevinden zich de catalogi van voormalige Nederlandse platenlabels als Studio 12, Plurex Records en Torso Records.